# Berka vor dem Hainich
Berka vor dem Hainich là một đô thị thuộc huyện Wartburg trong bang Thüringen, nước Đức. Đô thị này có diện tích 14,91 km², dân số thời điểm 31 tháng 12 năm 2006 là 855 người.